# Медаль «За отвагу» (Абхазия)
Медаль «За отвагу» (абх. Агумшараз) — одна из государственных наград Республики Абхазия. Учреждена 4 декабря 1992 года.

## История
Медаль учреждена во время грузино-абхазской войны для награждения солдат за отвагу на поле боя. Медалью награждались как абхазские военнослужащие, так и бойцы добровольческих корпусов — северокавказского, российского казачьего, приднестровского.

## Положение о медали
…3. Награждение медалью «За отвагу» производится за личное мужество и отвагу, проявленные:
в боях с врагами Республики Абхазия
при защите государственной границы Республики Абхазия
при исполнении воинского долга в условиях, сопряженных с риском для жизни…

## Описание
Медаль «За отвагу» изготавливается из бронзы и имеет форму круга диаметром 32 мм. На лицевой стороне медали расположено выпуклое изображение всадника с луком в вытянутой вверх руке. Всадник — является основной фигурой государственного герба Абхазии. Это герой нартского эпоса Сасрыква, сбивающий стрелой звезду с неба. Изображение всадника окаймлено лавровым венком, снизу расположен дубовый венок. На оборотной стороне медали надпись на абхазском языке Агумшараз («За отвагу»).
Медаль при помощи ушка и кольца соединяется с пятиугольной колодочкой, покрытой шёлковой муаровой лентой шириной 24 мм. Лента по вертикали разделена на 3 равные части красного, белого и зелёного цветов — трёх цветов абхазского флага.

## Награждённые
Всего награждено — 3541 человек. Из этого числа посмертно — 627 человек.